# Haydée Jayme Ferreira
Haydée Jayme Ferreira (Anápolis, 26 de junho de 1926 - Anápolis, 2 de janeiro de 1999), foi professora, escritora, historiadora e jornalista brasileira. Intelectual com atuação na cidade de Anápolis, a partir da década de 70 e até o final de sua vida, em 1999,  tornou-se mais conhecida e respeitada como historiadora. O seu livro - "Anápolis, sua vida, seu povo" - que aborda a história de Anápolis no período de 1930 a 1950, é, ainda hoje, a mais importante fonte de pesquisa para aquele período histórico.  
A interação da historiadora com a cidade aconteceu também através do jornalismo, por meio de colunas com observações históricas e notas políticas. Na condição de jornalista e historiadora, Haydée Jayme municiava suas artigos jornalísticos com pesquisas e especialmente com o que ela chamava de "arquivos implacáveis", repositório dos fatos, dos bastidores e da política local. Segundo o jornalista Walter Meneses, do jornal Diário da Manhã, Haydée Jayme "era uma das opiniões mais respeitadas da cidade e, nos seus últimos anos, dedicou-se à análise política".  

## Biografia
Haydée Jayme foi filha de Jarbas Jayme, historiador e genealogista, autor do mais completo trabalho histórico sobre a Matutina Meiapontense, o primeiro jornal impresso em Goiás e de Maria Dinah Crispim Jayme, uma cantora lírica e poetisa. Casou-se com Odir da Costa Ferreira no ano de 1947, com quem teve os filhos Leandro, Leonardo e Lúcia da Costa Ferreira. Embora ligada à cidade de Pirenópolis, por laços familiares, Haydée sempre morou em Anápolis, onde desenvolveu sua vida intelectual.
Fez seus primeiros estudos no Colégio Auxilium de Anápolis, onde cursou o ensino primário e o ginasial. Formou-se professora na cidade de Bonfim, atualmente Silvânia, onde concluiu o ensino normal no Colégio Nossa Senhora Auxiliadora com as irmãs Salesianas.

### Educação
Haydée Jayme, segundo o relato da pesquisadora Diane Valdez, gostava do título de professora, “educadora brasileira” ou “educadora anapolina” e fazia questão de ser chamada assim em público e em documentos. Foi diretora e professora do ensino primário em Anápolis no Grupo Escolar Antensina Santana.
Trabalhou pela implantação da merenda escolar (“sopa das crianças”), junto ao Conselho Municipal de Educação e Assistência Social. Em 1944 Haydée Jayme fez um curso intensivo de Assistência Social, em São Paulo, no Colégio Santo Agostinho (Des Oiseaux), o que a levou a algumas atividades na área social.
Além do Grupo Escolar Antensina Santana, a professora organizava mutirões para a reforma das escolas isoladas da cidade, como a Escola Isolada de Corumbá, Escola Isolada da Vila Góis e a reforma do muro do Grupo Escolar Municipal Padre Casteli em 1950.

### Cultura
Outras áreas também receberam a contribuição da professora Haydée, uma delas foi no segmento da cultura. Por meio de uma parceria com o governo inglês e estadunidense, juntamente com o médico fundador do primeiro hospital da cidade, James Fanstone, Haydée coordenava feiras culturais no município.. O nome “Manchester Goiana”, ainda hoje utilizado pela cidade de Anápolis,  teve grande contribuição da educadora, que colocou a cidade no fluxo cultural daquela época.

A este respeito, o jornal Diário da Manhã publicou, na edição de 26 de maio de 2015, a matéria "Para não esquecer Haidée Jayme", com o seguinte registro:
Desde a juventude foi uma eterna apaixonada por Anápolis e sempre se fazia presente em tudo que dizia respeito aos interesses da comunidade. Inteligente e dinâmica, suas virtudes pessoais e prendas artísticas contribuíram em muito para a elevação do nome da “Manchester goiana” na relação dos grandes pontos de cultura do Brasil. Haydée foi participe ativa do início do intercâmbio entre Anápolis e as entidades culturais da Inglaterra, Alemanha e Estados Unidos. A Inglaterra primeiro, pois que ela, Haydée, e outras jovens amantes da cultura, buscaram o apoio do cidadão britânico James Fanstone, pastor e médico, ao qual Anápolis e Goiás muito devem. Ele construiu (na década de 30) o Hospital Evangélico. Fundou escolas e criou o primeiro curso de enfermagem de Goiás. Então Haydée Jayme foi precursora, em Anápolis, na área de intercâmbio cultural entre a cidade e o exterior no que resultou em pontos positivos para o município que é orgulho de todos os goianos.

## O livro"Anápolis, sua vida, seu povo"
A partir de 1972, quando ficou viúva, Haydée Jayme, voltou sua atenção para a vida política da cidade e passou a escrever sobre as vivências do povo anapolino. Publicou então, em 1981, sua obra mais citada em trabalhos acadêmicos, “Anápolis, sua vida, seu povo”. Editado pelo Centro Gráfico do Senado Federal, em 1981, o livro está esgotado, sendo encontrado somente em sebos, como a Estante Virtual.
O livro, que aborda os aspectos históricos, políticos e socioculturais dos habitantes da cidade, foi prefaciado pelo advogado e ex-Prefeito do Município Adhahyl Lourenço Dias. Narra também outros temas, como os nomes e dados de figuras importantes da cidade de Anápolis, falecidas entre o ano de 1907 e 1954, e traz uma coletânea de fotos da cidade, incluindo a Igreja Santana, o Grupo Escolar Antensina Santana, praças etc.
A página da Prefeitura de Anápolis informa que, segundo os escritores Humberto Crispim Borges (História de Anápolis – 1975) e Haydée Jayme Ferreira - no Cap. XII - Os Revoltosos em Anápolis - do livro "Anápolis, sua vida seu povo" -, e outros como Paulo Bertran, registram que no Morro da Capuava, em Anápolis, por duas ocasiões – em 1925 e 1926 – passou a Coluna Prestes, um movimento político/militar ligado ao tenentismo que insurgia contra a República Velha, contra o voto secreto e defendia a bandeira do ensino primário para toda a população e era liderado por Luiz Carlos Prestes, militar e político.

### Fonte de pesquisas
O livro "Anápolis, sua vida seu povo", segundo a jornalista Letícia Jury, foi considerado pela própria professora como seu legado final e constitui hoje uma importante fonte de pesquisa para estudiosos e interessados pela história de Anápolis.
"É a obra mais citada por pesquisadores, estudantes e historiadores em seus trabalhos acadêmicos sobre o município".
A título de exemplo, vamos ver que a Província do Santíssimo Nome de Jesus do Brasil, comunidade religiosa católica dirigida pelos frades franciscanos (Ordem dos Frades Menores), cita, em sua página na Wikipedia, o livro da escritora anapolina.
Um outro exemplo de citação acadêmica é o trabalho da professora Sandra Elaine Aires de Abreu - As fontes de pesquisa e a escrita da história da educação em Goiás. O Grupo Escolar Antesina Santana de Anápolis. -, publicado na Revista Educativa (Goiânia, v. 17, n. 2, p. 520-542, jul./dez. 2015)
E ainda o trabalho apresentado no VII Seminário Internacional História e História: escrita da História e políticas da memória, realizado no período de 06 a 08 de março de 2024, na Universidade Federal do Ceará, o autor Lucas Gabriel Corrêa Vargas abordou o tema “A representação da História urbana de Anápolis. Uma leitura partir das narrativas memorialistas”, que menciona o nome da historiadora Haydée Jayme Ferreira como uma das referências para a leitura historiográfica da cidade. 

Diz o texto de apresentação do trabalho:
Neste sentido, este trabalho tem por intenção, a partir da leitura das narrativas historiográficas memorialistas na cidade de Anápolis, realizar uma análise da representação do processo de urbanização da cidade de 1930 a 1970. Dentre os autores utilizados como fonte principal para esta leitura será dado destaque a quatro deles, pelo esforço com que atuaram para a sistematização do conhecimento da história anapolina, e por registrarem o recorte temporal adotado, garantido que houvesse pontos de partidas mais seguros para uma leitura historiográfica. São eles: Francisco Lopes de Azeredo Filho, João Luiz de Oliveira, Humberto Borges Crispim e Haydée Jayme Ferreira, autores das obras Dados Geográficos e Históricos do Município de Anápolis (1938), A Revista A Cinquentenária (1957), História de Anápolis (1975) e Anápolis, sua vida, seu povo (1979), respectivamente.

### Outros livros
Outras obras da escritora Haydée Jayme são os livros:
- Nuanças de Mim (1987)
- Fogo no Bambual (1988)
- Canto do Cisne (1996)

## Jornalismo
Como jornalista figurou em páginas de diversos periódicos anapolinos e goianos, com artigos de interesse histórico, social e político, ao longo de várias décadas em que escreveu para “O Anápolis”, “Gazeta Popular”, “A Imprensa”, “Folha de Goiaz”, “Correio do Planalto”, “O Popular”, “Imagem Atual” e outros.

Na justificativa do projeto de lei que dá o nome da escritora a um viaduto na BR 153, o autor da propositura, Deputado Rubens Otoni, discorre sobre o trabalho jornalístico de Haydée Jayme:
De 1966 a 1969 assinou, no Jornal O Anápolis, a coluna Umas e Outras. Trabalhou dois anos no Jornal Correio do Planalto, onde, além das colunas assinadas "Umas e Outras" (política) e "Mosaicos" (biográfica), fazia reportagens, entrevistas e até matéria policial. Colaborou com os jornais O Popular, Folha de Goiás, Diário da Manhã, O Educacional, Tribuna de Silvânia, Gazeta Popular, Revista Imagem Atual e fez parte do Conselho de Redação da Gazeta Cultural.

## Homenagens
A escritora, ao longo de sua carreira, recebeu algumas homenagens. Em 1992, aos 66 anos, recebeu da Associação Goiana de Imprensa (AGI), o diploma Mérito da Goianidade, maior honraria a época da instituição.Na literatura foi classificada no I Concurso de Poesias Modernas, passando a integrar a antologia “Anápolis em Tempo de Poesia".
Por proposta do Deputado Rubens Otoni (PT/GO), tramita na Câmara dos Deputados o Projeto de Lei PL 394/2007, que atribui ao viaduto construído no quilômetro 435,5 da rodovia BR-153, que dá acesso à BR-414, no município de Anápolis, o nome de "Viaduto Professora Haydée Jayme Ferreira".
Outro reconhecimento foi a instituição, pela Prefeitura de Anápolis, da Medalha de Distinção de Mérito Haydée Jayme Ferreira, outorgada anualmente a mulheres que se destacam com o seu trabalho em favor da cidade.
Outras homenagens estão registradas na justificativa do projeto de lei que dá o nome da escritora a um viaduto na BR 153:
- Figurou nos livros LETRAS ANAPOLINAS, do escritor Mário Ribeiro Martins, e ANÁLISES E CONCLUSÕES, de Nely Alves de Almeida, ambos da Academia Goiana de Letras.
- Em 1981 recebeu diploma concedido pelo jornal Folha de Goiás, pelo trabalho intitulado “Vida e Obra do Dr. James Fanstone”..

- Diploma de Destaque Literário do ano de 1987, concedido pela Gazeta Popular.

- Diploma concedido pela Academia Petropolitana de Poesia "Raul de Leoni", em 1988.

- Ocupou o cargo de Chefe do Museu Histórico de Anápolis.